# Liste der Museen im Land Salzburg
Die Liste der Museen im Land Salzburg bietet eine Übersicht über die Museen im österreichischen Bundesland Salzburg. Sie umfasst sowohl staatliche als auch private Einrichtungen, die sich mit unterschiedlichen Themenbereichen wie Kunst, Geschichte, Naturkunde oder Technik befassen. Die Museen sind über das gesamte Bundesland verteilt – von der Landeshauptstadt Salzburg bis in ländliche Regionen – und bieten Einblicke in die kulturelle und historische Vielfalt der Region. Neben großen Museen mit internationaler Bedeutung sind auch kleinere, spezialisierte Sammlungen vertreten, die sich beispielsweise mit regionaler Volkskultur oder bedeutenden Persönlichkeiten des Landes befassen.

## A
- Abtenau
  - Museum Arlergut
- Adnet
  - Marmormuseum Adnet

## B
- Bad Gastein
  - Gasteiner Museum
  - Montanmuseum Altböckstein
- Bischofshofen
  - Museum am Kastenturm

## E
- Ebenau
  - Fürstenstöckl Ebenau

## F
- Fusch an der Großglocknerstraße
  - Mühlauersäge

## G
- Goldegg im Pongau
  - Pongauer Heimatmuseum
- Golling an der Salzach
  - Museum Burg Golling
- Grödig
  - Untersbergmuseum in Fürstenbrunn
- Großgmain
  - Salzburger Freilichtmuseum

## H
- Hallein
  - Keltenmuseum Hallein
- Henndorf am Wallersee
  - Literaturhaus Henndorf

## M
- Mattsee
  - Stiftsmuseum Mattsee
  - Bajuwarengehöft Mattsee
- Mauterndorf
  - Burg Mauterndorf
  - Lungauer Landschaftsmuseum in der Burg Mauterndorf
- Mittersill
  - Schloss Mittersill

## N
- Neumarkt am Wallersee
  - Museum in der Fronfeste

## O
- Oberndorf bei Salzburg
  - Stille-Nacht- und Heimatmuseum Oberndorf

## S
- Sankt Gilgen
  - Heimatmuseum Sankt Gilgen
  - Kulturhaus Sankt Gilgen, Musikinstrumentenmuseum, Museum Zinkenbacher Malerkolonie
  - Mozarthaus St. Gilgen
- Sankt Veit im Pongau
  - Schaubergwerk Sunnpau
  - Seelackenmuseum
- Salzburg
  - Domgrabungsmuseum Salzburg
  - Dommuseum Salzburg im Salzburger Dom
  - DomQuartier Salzburg
  - Festungsmuseum Salzburg
  - Hagenauerhaus (Mozarts Geburtshaus)
  - Hangar-7
  - Haus der Natur Salzburg
  - Künstlerhaus Salzburg
  - Lasserhof
  - Panorama Museum Salzburg in der Neue Residenz (Salzburg)
  - Residenzgalerie Salzburg in der Salzburger Residenz
  - Rupertinum
  - Salzburg Museum
  - Salzburger Barockmuseum
  - Salzburger Spielzeugmuseum
  - Salzburger Wehrgeschichtliches Museum in der Riedenburgkaserne
  - Tanzmeisterhaus (Mozarts Wohnhaus)
  - Volkskundemuseum Salzburg
- Schwarzach im Pongau
  - Museum Tauernbahn
- Seeham
  - Kugelmühle Teufelsgraben

## T
- Thalgau
  - Hundsmarktmühle

## U
- Unternberg
  - Schloss Moosham

## W
- Wagrain
  - Waggerlhaus
- Wals-Siezenheim
  - Die Bachschmiede
- Werfen
  - Erlebnisburg Hohenwerfen